# 정치신학
정치신학 (Political theology)이란 정치, 사회, 경제학과 관련된 사상에 대하여 신학적 개념과 방법을 연구하는 신학이다. 예수 그리스도이후 기독교와 정치 사이에 관계성이 논쟁이 되었으며 정치신학은 20세기 이후에 학술적 방법이 되었다.

## 용어
친나치파인 카를 슈미트가 처음으로 정치신학이라는 용어를 사용하였다고 전해진다. 그는 세속화되며 정치적인 의미를 갖는 이 말을 종교적 개념으로 설명하기 위하여 사용하였다. 이와 비슷한 용어로 공적 신학이 있다. 정치신학은 주로 정부에 대한 방향성을 가지고 있지만 공공의 신학은 시민 사회에 방향성을 가진다.

## 신학적 발전
성도와 정치에 대한 다양한 해석들이 초기 기독교에서 나타났는데 대표적으로 어거스틴의 신국이다. 그후 아퀴나스, 루터와 칼빈과 같은 학자들에 의해서도 설명되었다.

## 같이 보기
- 문화명령
- 정치적 측면의 이슬람
- 정치윤리
- 종교 정치학